# Iwaki (przystanek kolejowy)
Iwaki (biał. Івакі, ros. Иваки) – przystanek kolejowy w miejscowości Iwaki, w rejonie dobruskim, w obwodzie homelskim, na Białorusi. Położony jest na linii Bachmacz - Homel.